# Route nationale 86k
Die Route nationale 86K, kurz N 86K oder RN 86K, ist eine ehemalige Nationalstraße in Frankreich.
Die Straße entstand im 19. Jahrhundert als eine der Rhônebrücken zwischen Bourg-Saint-Andéol und Pierrelatte. Zunächst wurde sie als zehnter Ast der N86 bezeichnet. Bei der Reform von 1933 war zunächst die Nummer N86N vorgesehen. Sie bekam dann schließlich die Nummer N86K zugewiesen. Die heutige Brücke zwischen den Orten ist ein etwas weiter südlich liegender Neubau. 1973 wurde die Nationalstraße abgestuft.